# Dirty Sexy Money
Dirty Sexy Money (Sexo, Dinheiro e… Poder em Portugal) é uma série norte-americana criada por Craig Wright. Foi produzida por ABC Studios, Bad Hat Harry Productions, Berlanti Television e Gross Entertainment. A première ocorreu no dia 26 de setembro de 2007 depois do spin-off de Grey's Anatomy chamado Private Practice.
Só foram ao ar 10 episódios nos Estados Unidos, devido à greve dos roteiristas. O canal ABC manteve 3 episódios inéditos "guardados". Eles foram lançados posteriormente.
Na segunda temporada, apesar do título anunciado pela televisão emissora em Portugal, a TVI, ser Sexo, Dinheiro e… Poder este aparece legendado como Sexo, Dinheiro e… Vícios no segundo episódio.

## Sinopse
Dirty Sexy Money é uma dramédia ambientada em Nova Iorque em que se centra na vida de Nick George (Peter Krause, de Six Feet Under), como um advogado idealista que depois da morte suspeita de seu pai se vê assumindo o seu papel como advogado particular dos Darlings, uma rica e problemática família.

## Elenco
A série tem no elenco: Peter Krause, Donald Sutherland, Jill Clayburgh, William Baldwin, Natalie Zea, Blair Underwood, Glenn Fitzgerald, Seth Gabel, Samaire Armstrong e Zoe McLellan.